# East Glacier Park Village (Montana)
East Glacier Park Village es un lugar designado por el censo ubicado en el condado de Glacier en el estado estadounidense de Montana. En el Censo de 2010 tenía una población de 363 habitantes y una densidad poblacional de 32,15 personas por km².

## Geografía
East Glacier Park Village se encuentra ubicado en las coordenadas 48°26′45″N 113°13′25″O / 48.44583, -113.22361. Según la Oficina del Censo de los Estados Unidos, East Glacier Park Village tiene una superficie total de 11.29 km², de la cual 11.29 km² corresponden a tierra firme y (0%) 0 km² es agua.

## Demografía
Según el censo de 2010, había 363 personas residiendo en East Glacier Park Village. La densidad de población era de 32,15 hab./km². De los 363 habitantes, East Glacier Park Village estaba compuesto por el 39.12% blancos, el 0% eran afroamericanos, el 54.55% eran amerindios, el 0% eran asiáticos, el 0.28% eran isleños del Pacífico, el 0.83% eran de otras razas y el 5.23% pertenecían a dos o más razas. Del total de la población el 2.75% eran hispanos o latinos de cualquier raza.